# Hygrochroma paulinaria
Hygrochroma paulinaria là một loài bướm đêm trong họ Geometridae.